# Filmfare Award 1963
Der 10. Filmfare Award wurde am Anfang des Jahres verliehen. Bei dieser Verleihung gab es nur 15 verschiedene Kategorien. Nur bei den Beliebtheitspreisen gab es mehrere Nominierungen. Die Filmfare Awards Bester Playbacksänger und Beste Playbacksängerin waren damals nur eine Kategorie, deswegen hat Mohammed Rafi diesen Preis nicht gewonnen.

## Gewinner und Nominierte
| Meiste Filmfare Awards | Sahib Bibi Aur Ghulam & Bees Saal Baad (4 Filmfare Awards) |

| Kategorie               | Filmtitel                               | Gewinner                  | Weitere Nominierungen                                                                  |
| Bester Film             | Sahib Bibi Aur Ghulam                   | Guru Dutt                 | Bees Saal Baad Rakhi                                                                   |
| Beste Regie             | Sahib Bibi Aur Ghulam                   | Abrar Alvi                | Biren Naug für Bees Saal Baad Mehboob Khan für Son of India                            |
| Bester Hauptdarsteller  | Rakhi                                   | Ashok Kumar               | Guru Dutt für Sahib Bibi Aur Ghulam Shammi Kapoor für Professor                        |
| Beste Hauptdarstellerin | Sahib Bibi Aur Ghulam                   | Meena Kumari              | Meena Kumari für Aarti Meena Kumari für Main Chup Rahungi                              |
| Bester Nebendarsteller  | Dil Tera Deewana                        | Mehmood                   | Mehmood für Rakhi Rehman für Sahib Bibi Aur Ghulam                                     |
| Beste Nebendarstellerin | Aarti                                   | Shashikala                | Lalita Pawar für Professor Waheeda Rehman für Sahib Bibi Aur Ghulam                    |
| Beste Story             | Rakhi                                   | K. P. Kottarakara         | Bimal Mitra für Sahib Bibi Aur Ghulam Javar Seetharaman für Main Chup Rahungi          |
| Beste Musik             | Professor                               | Shankar-Jaikishan         | Madan Mohan für Anpadh Hemant Kumar für Bees Saal Baad                                 |
| Bester Liedtext         | Kahin Deep Jale – Bees Saal Baad        | Shakeel Badayuni          | Hasrat Jaipuri für Aai Gulbadan – Professor Raja Mehdi Khan für Aapki Nazrone – Anpadh |
| Bester Playbacksänger   | –                                       | –                         | Mohammed Rafi für Aai Gulbadan – Professor                                             |
| Beste Playbacksängerin  | Kahin Deep Jale – Bees Saal Baad        | Lata Mangeshkar           | Lata Mangeshkar für Aapki Nazrone – Anpadh                                             |
| Bester Dialog           | Dharmputra                              | Akhtar Ul-Iman            |                                                                                        |
| Bester Schnitt          | Bees Saal Baad                          | Keshav Naidu              |                                                                                        |
| Beste Kamera            | Sahib Bibi Aur Ghulam (Schwarzweißfilm) | V. K. Murthy              |                                                                                        |
| Bestes Szenenbild       | Son of India (Schwarzweißfilm)          | D. R. Jadhav, Ram Yedekar |                                                                                        |
| Bester Ton              | Bees Saal Baad                          | S. Y. Pathak              |                                                                                        |